# Israel Ottoni
Israel Ottoni (São Paulo, 21 de março de 1991), é um lutador de MMA. Israel possui vitórias notáveis em sua carreira, possui um estilo de luta próprio, misturando um Boxe clássico de evasivas, com chutes e joelhadas do Muay Thai e um excelente Jiu-jitsu brasileiro. No Jungle Fight 90 estava previsto uma das mais esperadas lutas do evento aonde o vencedor iria ser o desafiante ao cinturão peso Galo da organização, mais o seu adversário Gabriel Silva irmão de Erick Silva se machucou, sendo substituído por Gabriel Ramos.

## Carreira no MMA
Israel começou a sua carreira profissional de MMA lutando no Jungle Fight. Israel acumulou uma seqüência invicta três vitórias por finalização.

## Vida pessoal
Israel mora com família São Caetano do Sul, no estado de São Paulo, tendo um família de lutadores e sendo criado no tatame. Hoje dá aulas na academia e treina para as lutas.

## Cartel do MMA
| Cartel no MMA   |            |           |
| 6 lutas         | 5 vitórias | 1 derrota |
| Por nocaute     | 0          | 0         |
| Por finalização | 4          | 1         |
| Por decisão     | 1          | 0         |

| Res.    | Cartel | Oponente                     | Método                   | Evento          | Data       | Round | Tempo | Local                | Notas |
| ------- | ------ | ---------------------------- | ------------------------ | --------------- | ---------- | ----- | ----- | -------------------- | ----- |
| Vitória | 5-1    | Gabriel Ramos                | Finalização (Guilhotina) | Jungle Fight 90 | 03/09/2016 | 1     | 3:17  | São Paulo, São Paulo |       |
| Vitória | 4-1    | Rafael Souza                 | Decisão (unânime)        | Jungle Fight 87 | 21/05/2016 | 3     | 5:00  | São Paulo, São Paulo |       |
| Derrota | 3-1    | Geraldo de Freitas Jr.       | Finalização (Armlook)    | Jungle Fight 84 | 05/12/2015 | 1     | 4:05  | São Paulo, São Paulo |       |
| Vitória | 3-0    | Isaias Simoes                | Finalização (Triangulo)  | Jungle Fight 78 | 20/06/2015 | 2     | 3:45  | São Paulo, São Paulo |       |
| Vitória | 2-0    | Leandro Rodrigues dos Santos | Finalização (Mata Leão)  | Jungle Fight 76 | 11/04/2015 | 2     | 4:09  | São Paulo, São Paulo |       |
| Vitória | 1-0    | Rony Silva                   | Finalização (Armlook)    | Jungle Fight 72 | 09/08/2014 | 2     | 2:04  | São Paulo, São Paulo |       |